# 达沃尔·多米尼科维奇
达沃尔·多米尼科维奇（1978年4月7日—），克罗地亚男子手球运动员。他曾代表克罗地亚国家队参加2004年和2008年夏季奥林匹克运动会手球比赛，获得一枚金牌。